# KQ Velorum
KQ Velorum (KQ Vel / HD 94660 / HR 4263) es una estrella variable en la constelación de Vela.
Tiene magnitud aparente media +6,09 y se encuentra a 496 años luz de distancia del sistema solar.
De tipo espectral A0p, KQ Velorum es una estrella peculiar con sobreabundancia de ciertos elementos químicos y con un campo magnético intenso y variable.
Su campo magnético efectivo <Be> alcanza el valor de 2089 G.
Es también una variable Alfa2 Canum Venaticorum —como Alioth (ε Ursae Majoris) o IM Velorum—, cuya fluctuación de brillo, de 0,02 magnitudes, es casi imperceptible.
KQ Velorum tiene una temperatura efectiva de 10.700 K —11.600 K según otra fuente— y brilla con una luminosidad 109 veces mayor que la del Sol.
Sin embargo, es en longitudes de onda de rayos X donde KQ Velorum exhibe una notable luminosidad, alcanzando 3577 × 1020 W; en esta parte del espectro es 184 veces más luminosa que Vega (α Lyrae) y 127 veces más luminosa que Phecda (γ Ursae Majoris), también estrellas A0V.
Con un radio 3 veces más grande que el radio solar, la masa de KQ Velorum es de 2,85 masas solares y tiene una edad estimada de 263 millones de años, habiendo transcurrido casi 2/3 de su vida como estrella de la secuencia principal.